# برونچین
برونچین (به لهستانی:  Broncin) یک روستا در لهستان است که در گمینا گرابوف ناد پیلیتسان واقع شده‌است. برونچین ۶۰ نفر جمعیت دارد.